# Васильев, Сергей Андреевич
Сергей Андреевич Васильев (1910—1969) — советский хозяйственный деятель, 1-й секретарь Сталиногорского городского комитета ВКП(б) в 1942—1946 годах, генерал-лейтенант внутренней службы.

## Биография
Родился в 1910 году в городе Белёве Тульской губернии.
С 1927 по 1937 год работал на Белёвском кирпичном заводе и Белёвском сушильном заводе, затем — в Венёвском совхозе. Член ВКП(б) с 1932 года.
В 1939—1942 годах — 1-й секретарь Черепетского районного комитета ВКП(б) (Тульская область).
С января 1942 по ноябрь 1946 года работал 1-м секретарём Сталиногорского городского комитета ВКП(б). Руководил восстановлением города Сталиногорска и промышленности.
С 1946 года назначен заместителем секретаря Московского областного комитета ВКП(б) по угольной промышленности.
В 1948—1951 годах — заведующий Отделом тяжёлой промышленности Московского областного комитета ВКП(б).
В 1951—1955 годах — председатель Московского областного Совета профсоюзов (МОСПС). Работал уполномоченным ЦК КПСС по новым зерновым совхозам Семипалатинской области Казахской ССР (1955).
В 1955—1956 годах — заместитель председателя Московского областного Совета профсоюзов.
С 24 марта 1956 по 7 августа 1959 — заместитель министра внутренних дел СССР по милиции.
С 10 августа 1959 по 17 мая 1969 работал начальником Главного управления внутренних дел управления охраны общественного порядка внутренних дел Исполнительного комитета Московского областного Совета. Генерал-лейтенант внутренней службы.
Умер 17 мая 1969 года в Москве. Похоронен на Новодевичьем кладбище.

## Публикации
В 1947—1955 годах в газетах и журналах публиковались его статьи о Московском угольном бассейне, о строительстве новых совхозов в Казахстане и на профсоюзные темы.
- Наш родной Мосбасс. 1947

## Награды
- орден Трудового Красного Знамени[2]